# Vikeån
Vikeån is een van de (relatief) kleine rivieren die het Zweedse eiland Gotland rijk is. Het riviertje stroomt van oost naar west, is deels gekanaliseerd en mondt bij Vike uit in de Oostzee. Het afwateringsgebied van de Vikeån grenst aan de zuidkant aan het afwateringsgebied van Gotlands grootste rivier, de Gothemsån. Bij de monding van de Vikeån ten noorden van Tjälder ligt Vike minnesgård, een boerderijmuseum. 